# Irina Levchenko
Irina Nikolaevna Levchenko (en ruso: Ири́на Никола́евна Ле́вченко; Kádievka, 15 de marzo de 1924 - Moscú, 18 de enero de 1973) fue una médica convertida en oficial de tanques en el Ejército Rojo durante la Segunda Guerra Mundial, recibió el título de Heroína de la Unión Soviética en 1965; también fue la primera mujer soviética en recibir la Medalla Florence Nightingale.

## Biografía

### Infancia y juventud
Levchenko nació en Kádievka el 15 de marzo de 1924, en el seno de una familia rusa. Se crio en Artiomovsk, se graduó de su noveno grado de escuela en Moscú en 1941. Anteriormente su padre, Nikolái Levchenko, electricista de profesión, había sido el Comisario del Pueblo Adjunto de Ferrocarriles del país, pero fue arrestado como parte de la Gran Purga el 30 de noviembre de 1937 y ejecutado en abril de 1938. Su abuela, Maríaa Zubkova-Saraeva, recibió la Orden de la Bandera Roja por su servicio durante la Guerra civil rusa.

### Segunda Guerra Mundial
Después de la invasión alemana de la Unión Soviética, Levchenko fue a una instalación local de la Cruz Roja y solicitó trabajo para contribuir al esfuerzo bélico. Inicialmente se le asignó trabajo lejos del frente, pero decidió unirse al ejército en julio de 1941 para poder ayudar a los soldados heridos. Inicialmente, se le ofreció trabajo fuera del frente, pero en julio de 1941 decidió alistarse en el Ejército Rojo para ayudar a los soldados heridos en el frente. Inicialmente fue asignada al 222.º Batallón Médico Independiente, pero pronto fue asignada como enfermera en el 744.º Regimiento de Infantería, con el que entró en combate durante la batalla de Smolensk. Resultó herida durante un bombardeo el 15 de octubre y permaneció hospitalizada hasta diciembre. Posteriormente, sirvió brevemente en el 176.º Batallón de Tanques Independiente antes de pasar al 1.er Batallón de la 39.ª Brigada de Tanques en enero de 1942; allí, además de sus labores de médica, aprendió a cargar el cañón de un tanque T-60, tras haber desarrollado un interés por los tanques. Desde entonces y hasta marzo, sirvió en Crimea, socorriendo a decenas de soldados heridos durante la batalla de Kerch, además de tomar prisionero a un soldado enemigo y llevarlo a su unidad. El 26 de marzo resultó gravemente herida en combate, por lo que permaneció hospitalizada en Krasnodar hasta mayo. Como enfermera en la guerra, rescató y asistió a 168 soldados.
La comisión médica quería que la desmovilizaran después de su recuperación, pero ella insistió en quedarse con las fuerzas de tanques y asistir a la escuela de tanques. Después de muchas demoras burocráticas, pudo asegurar una reunión con el general Yákov Fedorenko, quien inicialmente se negó a apoyar su plan, pero finalmente accedió a darle permiso para asistir a la escuela de tanques si recibía un certificado médico que indicaba que estaba en forma. 
A pesar de que las lesiones de la batalla le otorgaron el estatus de inválida en segunda clase y la casi necesaria amputación de su brazo derecho, persuadió con éxito a un oficial médico para que emitiera dicho certificado, y en julio de 1942 se inscribió en la Escuela de Tanques de Stalingrado, que fue reubicada en Kurgán, debido a la batalla en curso por Stalingrado en ese momento. 
Después de graduarse de la escuela en marzo de 1943, se convirtió en jefa adjunta de personal en el 449.º Batallón de Tanques, donde ayudó a preparar nuevos tanques para enviarlos al frente. En septiembre sirvió brevemente como oficial de enlace en el 33.º Ejército, pero resultó herida ese mes durante la batalla de Smolensk, despertando en un hospital de Moscú para enterarse de que el Ejército Rojo retomó la ciudad.
Desde octubre de ese año hasta abril de 1944, se desempeñó como ayudante en la dirección de entrenamiento de combate para las fuerzas de tanques, después de lo cual se convirtió en oficial de enlace para el cuartel general de la 3.ª Brigada de Tanques. Allí, vio combate en Moldavia y resultó herida en batalla el 12 de mayo de 1944.
Allí participó en las ofensivas de las principales ciudades de Moldavia, Bulgaria y Hungría hasta que fue herida por quinta vez en la guerra el 14 de diciembre de 1944. Debido a la gravedad de la lesión, se mantuvo alejada del ejército hasta que se recuperó en febrero de 1945, después de lo cual fue reasignada como oficial de enlace en el 8.º Cuerpo Mecanizado para participar en las operaciones de Pomerania Oriental y Berlín.

### Posguerra
Permaneció en el ejército después del final de la guerra, por sugerencia de Pável Rótmistrov, y asistió a la Academia Militar de Fuerzas Armadas y Mecanizadas, donde se graduó en 1952 con un título en ingeniería. Luego se desempeñó como representante militar en una fábrica en Mytishchi hasta octubre de 1953, y después de graduarse de estudios de historia en la Academia Militar Frunze en 1955, se convirtió en investigadora de la revista Voennaya mysl ("Pensamiento militar").

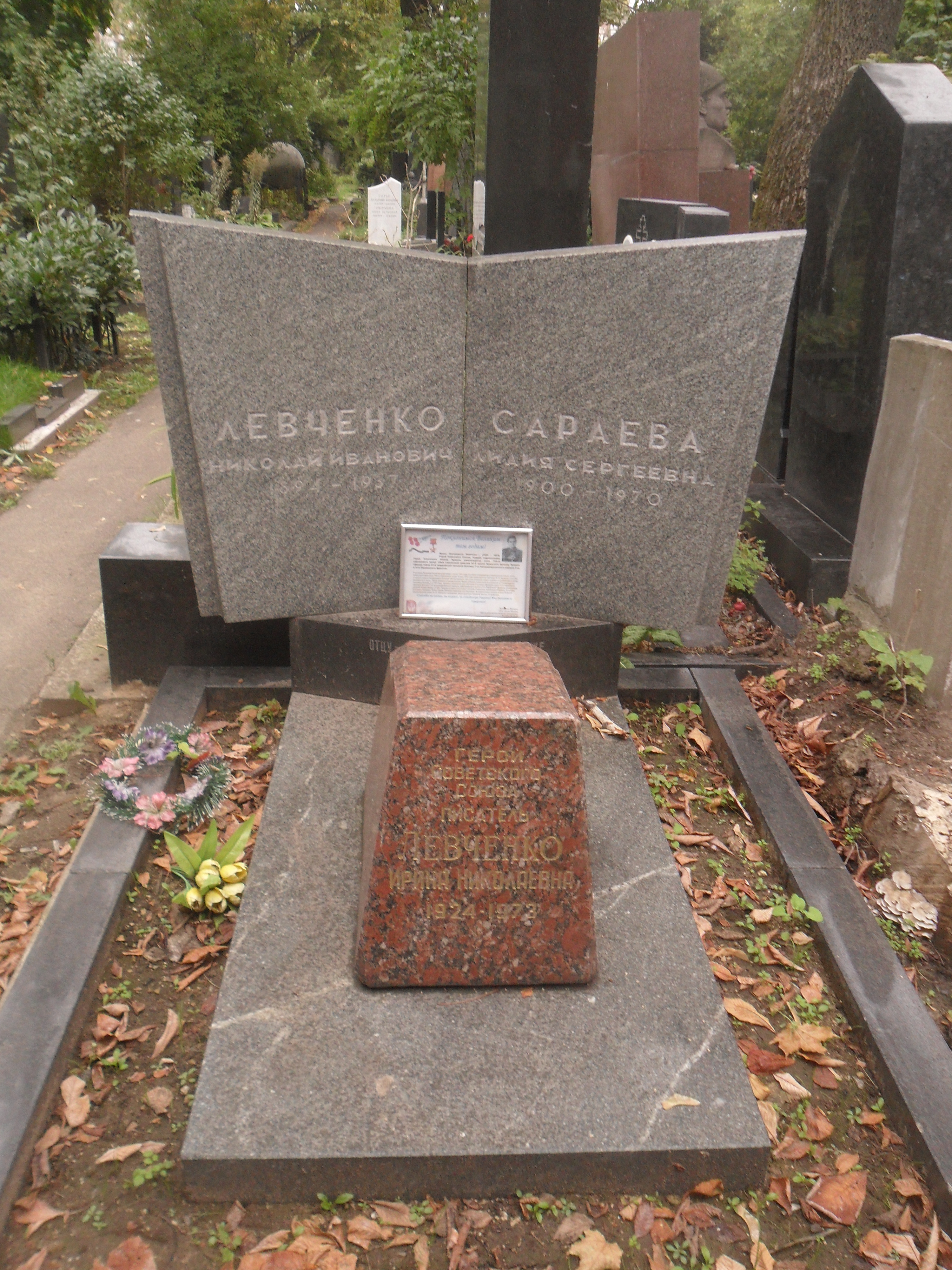
La tumba de Irina Levchenko en el cementerio Novodévichi de Moscú

Se retiró del servicio activo con el rango de teniente coronel en 1958, continuó su carrera como escritora miembro de la Unión de Escritores de la URSS. En 1959 se casó con el poeta, Yevgeny Dolmatovsky y al año siguiente dio a luz a su hija, Olga.
Vivió en Moscú, donde murió el 18 de enero de 1973 y fue enterrada en el Cementerio Novodévichi.
Una calle de Moscú y un barrio de la ciudad de Lugansk llevan su nombre.

## Condecoraciones
- Héroe de la Unión Soviética (6 de mayo de 1965)
- Orden de Lenin (6 de mayo de 1965)
- Orden de la Estrella Roja, tres veces (7 de septiembre de 1944, 20 de mayo de 1945 y 30 de diciembre de 1956)
- Medalla por el Servicio de Combate (19 de noviembre de 1951)
- Medalla Florence Nightingale (12 de mayo de 1961)[5]